# HD 7924 b
HD 7924 b est une exoplanète orbitant autour de l'étoile HD 7924. Elle a été découverte en 2009. C'est une exoplanète de type super-Terre qui fait 9.26 fois la masse de la Terre et environ 0.02 la masse de Jupiter.